# 토르네코의 대모험: 불가사의 던전
《토르네코의 대모험: 불가사의 던전》는 춘소프트가 제작한 1993년 로그라이크 롤플레잉 비디오 게임이다. 《드래곤 퀘스트》 시리즈의 외전작이자 춘소프트가 개발하는 《불가사의 던전》 첫 번째 게임이다. 슈퍼 패미컴 플랫폼으로 제작돼 일본서 1993년 9월 19일 출시됐다.
《드래곤 퀘스트 IV》에 등장하는 상인 토르네코가 주인공으로, 원작의 이야기 이후 가게에 전시할 희귀한 물건들을 구하기 위해 불가사의한 던전으로 모험을 떠나는 이야기를 그렸다. 일반적인 로그라이크처럼 절차 생성으로 임의로 제작된 던전들을 돌파하는 것이 목표이다. 토르네코는 적들과 싸우면서 물품들을 발굴하거나 장비를 찾아 장착할 수 있다. 던전 탈출에 성공시 남은 물건들을 판매해 돈을 모을 수 있으며 이를 통해 집과 상점을 개발할 수 있다.

## 반응
일본 잡지 〈패미통〉은 독자 크로스리뷰에서 9/10점을 매겼다.

## 참조

### 내용주
1. ↑  일본어: トルネコの大冒険 不思議のダンジョン